# David Amann
Pour les articles homonymes, voir Amann.
David Amann est un scénariste et producteur de télévision américain.

## Biographie
David Amann fait ses débuts de scénariste pour la télévision au milieu des années 1990 et se fait connaître en écrivant plusieurs scénarios pour X-Files de 1999 à 2002. Amann propose « cinq ou six idées » pour la série avant que son premier scénario soit finalement accepté. Il intègre également l'équipe de production de X-Files pour ses 7e, 8e et 9e saisons. Après cela, il écrit notamment plusieurs scénarios pour FBI : Portés disparus et Castle, séries dont il est également producteur délégué.

## Filmographie

### Scénariste
- 1994 : L'Homme qui refusait de mourir (téléfilm)
- 1996-1998 : Chicago Hope : La Vie à tout prix (série télévisée, 6 épisodes)
- 1999-2002 : X-Files (série télévisée, 7 épisodes : Pauvre Diable, Agua mala, À toute vitesse, Chimère, Invocation, Écorchés et Clairvoyance)
- 2002-2004 : Preuve à l'appui (série télévisée, 5 épisodes)
- 2004-2009 : FBI : Portés disparus (série télévisée, 16 épisodes)
- 2009-2010 : Three Rivers (série télévisée, 2 épisodes)
- 2010-2015 : Castle (série télévisée, 15 épisodes)